# Blues kaubojki (1993.)
Blues kaubojki je američki komični, romantični dramski film iz 1994., koji se temelji na romanu Toma Robbinsa Even Cowgirls Get the Blues iz 1976. Film je režirao Gus Van Sant, a u njemu glume Uma Thurman, Lorraine Bracco, Pat Morita, Angie Dickinson, Keanu Reeves, John Hurt, Rain Phoenix i Grace Zabriskie. Tom Robbins se pojavljuje kao pripovjedač. Sve pjesme iz filma je otpjevala američka pjevačica k.d. lang. Film je posvećen preminulome glumcu Riveru Phoenixu.
Film je doživio neuspjeh kod kritičara i komercijalno. Nakon premijere u rujnu 1993.g. na Filmskom festivalu u Torontu, prikazivanje filma je zbog izuzetno negativnog odziva odgođeno, a film je poslan na dodatnu montažu, te se u SAD-u počeo prikazivati 20. svibnja 1994. Dobio je dvije nominacije za Zlatnu malinu: za najgoru glumicu (Uma Thurman) i najgoru sporednu glumicu (Sean Young). Film ima ocjenu 24% na portalu Rotten Tomatoes.
U odjavnoj špici filma redatelj Van Sant se potpisuje kao Gus Van Sant, Jr.

## Vanjske poveznice
- Blues kaubojki na Rotten Tomatoes
- Blues kaubojki na All Movie
- Blues kaubojki na Box Office Mojo
- New York Times, "How to Fix a Film at the Very Last Minute (or Even Later)", 15. svibnja 1994.